# Sauropus shawii
Sauropus shawii är en emblikaväxtart som beskrevs av P.C.van Welzen. Sauropus shawii ingår i släktet Sauropus och familjen emblikaväxter. Inga underarter finns listade i Catalogue of Life.